# Bloch MB.150
Bloch MB.150 là một loại máy bay tiêm kích một tầng cánh của Pháp. MB.150 do hãng Société des Avions Marcel Bloch thiết kế và phát triển.

## Biến thể
MB.150
Mẫu thử MB.150.01 lắp động cơ Gnome-Rhône 14N-07
MB.151
Mẫu thử MB.151.01 và phiên bản sản xuất MB.151.C1 trang bị động cơ Gnome-Rhône 14N-35 (144 chiếc)
MB.152
Mẫu thử MB.152.01 và phiên bản sản xuất MB.152.C1 tiến hành song song với 151.C1, lắp động cơ 1,050hp Gnome-Rhône 14N-25. (482 chiếc)
MB.153
Mẫu thử MB.153.01 với động cơ Pratt & Whitney R-1830 Twin Wasp.
MB.154
Phiên bản đề xuất với động cơ Wright R-1820 Cyclone. Không chế tạo.
MB.155
Mẫu thử MB.155.01 hoán cải từ MB.152 và MB.155.C1, lắp động cơ Gnome-Rhône 14N-49 (35 chiếc)
MB.156
Phiên bản đề xuất với động cơ Gnome-Rhône 14R. Không chế tạo.
MB.157
Mẫu thử của một phiên bản tiên tiến, hoán cải từ MB.152 và lắp động cơ 1,580hp Gnome-Rhône 14R-4.

## Quốc gia sử dụng
Pháp
Armée de l'Air
- Groupe de Chasse I/1
- Groupe de Chasse II/1
- Groupe de Chasse II/6
- Groupe de Chasse I/8
- Groupe de Chasse II/8
- Groupe de Chasse II/9
- Groupe de Chasse III/9
- Groupe de Chasse II/10
- Groupe de Chasse III/10
- Escadrille de Chasse I/55

Aéronavale
- Escadrille AC2
- Escadrille AC3

 Germany
Luftwaffe
- EJG 26 (đóng quân tại Cognac)
- JG 103 (đóng quân tại Bad Aibling)
- Jagdlehrer Staffel (tại Guyancourt-Orange)

 Greece
Không quân Hoàng gia Hy Lạp
- 24th Moira Dioxis RHAF

 Ba Lan
Không quân Ba Lan lưu vong tại Pháp và Anh
- Groupe de Chasse 1/145 Varsovie[1]

 România
Không quân Hoàng gia Rumani
 Chính phủ Vichy
Armée de l'Air de l'Armistice
- Groupe de Chasse I/1 (đóng quân tại Lyon-Bron, đơn vị dự bị)
- Groupe de Chasse II/1 (đóng quân tại Luc)
- Groupe de Chasse I/8 (đóng quân tại Montpellier-Fréjorgues)
- Groupe de Chasse II/8 (đóng quân tại Marignane)
- Groupe de Chasse II/9 (đóng quân tại Aulnat, reserve unit)
- Groupe de Chasse III/9 (đóng quân tại Salon-de-Provence)
- Groupe de Chasse I/13 (đóng quân tại Nîmes-Garons)
- Groupe de Chasse III/13 (đóng quân tại Nîmes-Garons)

## Tính năng kỹ chiến thuật (MB.152C.1)
Aircraft of the Third Reich;French Fighters of World War Two; French Aircraft from 1939 to 1942

### Đặc điểm riêng
- Tổ lái: 1
- Chiều dài: 9,1 m (29 ft 10 in)
- Sải cánh: 10,54 m (34 ft 7 in)
- Chiều cao: 3,03 m (9 ft 11 in)
- Diện tích cánh: 17,32 m2 (186,4 sq ft)
- Trọng lượng rỗng: 2.158 kg (4.758 lb)
- Trọng lượng có tải: 2.693 kg (5.937 lb)
- Trọng lượng cất cánh tối đa: 2.800 kg (6.173 lb)
- Động cơ: 1 × Gnome-Rhône 14N-25, 805 kW (1.080 hp) hoặc 1 x Gnome-Rhône 14N-49, 820 kW (1.100 hp)

### Hiệu suất bay
- Vận tốc cực đại: 509 km/h (316 mph; 275 kn)
- Vận tốc hành trình: 450 km/h (280 mph; 243 kn)
- Tầm bay: 600 km (373 mi; 324 nmi)
- Trần bay: 10.000 m (32.808 ft)
- Lực nâng của cánh: 155,4 kg/m² (31,8 lb/sq ft)

### Vũ khí
- 2 phảo 20 mm Hispano-Suiza HS.404
- 2 súng máy MAC 1934 M39 7,5 mm (0.295 in)
- Hoặc: 4 khẩu 7,5 mm (0,295 in) MAC 1934 M39